# Station Graide
Station Graide is een spoorwegstation langs spoorlijn 166 (Dinant - Bertrix) in Graide, een deelgemeente van de gemeente Bièvre.
Rond het station ontstond de wijk Graide-Station. In 1908 kreeg de wijk haar eigen kerk, toegewijd aan Sint-Jozef, en in 1909 werd de wijk erkend als hulpparochie van Graide.
Hoewel het vernoemd is naar Graide is het qua locatie veel dichter gelegen bij Bièvre, sedert de sluiting van het station in laatstgenoemde plaats (station Bièvre sloot in 1984 conform het IC/IR-plan dat een algehele sluiting van "niet rendabele stations" vooropstelde) richt Graide zich dan ook voornamelijk op Bièvre. De reden waarom men dit station open gehouden heeft en niet Bièvre kan te maken hebben met de strategische ligging: naast Bièvre (2km) is het station ook gemakkelijk bereikbaar voor Graide (3km), Naomé (4km), Baillamont (4km) en Monceau-en-Ardenne (6km).

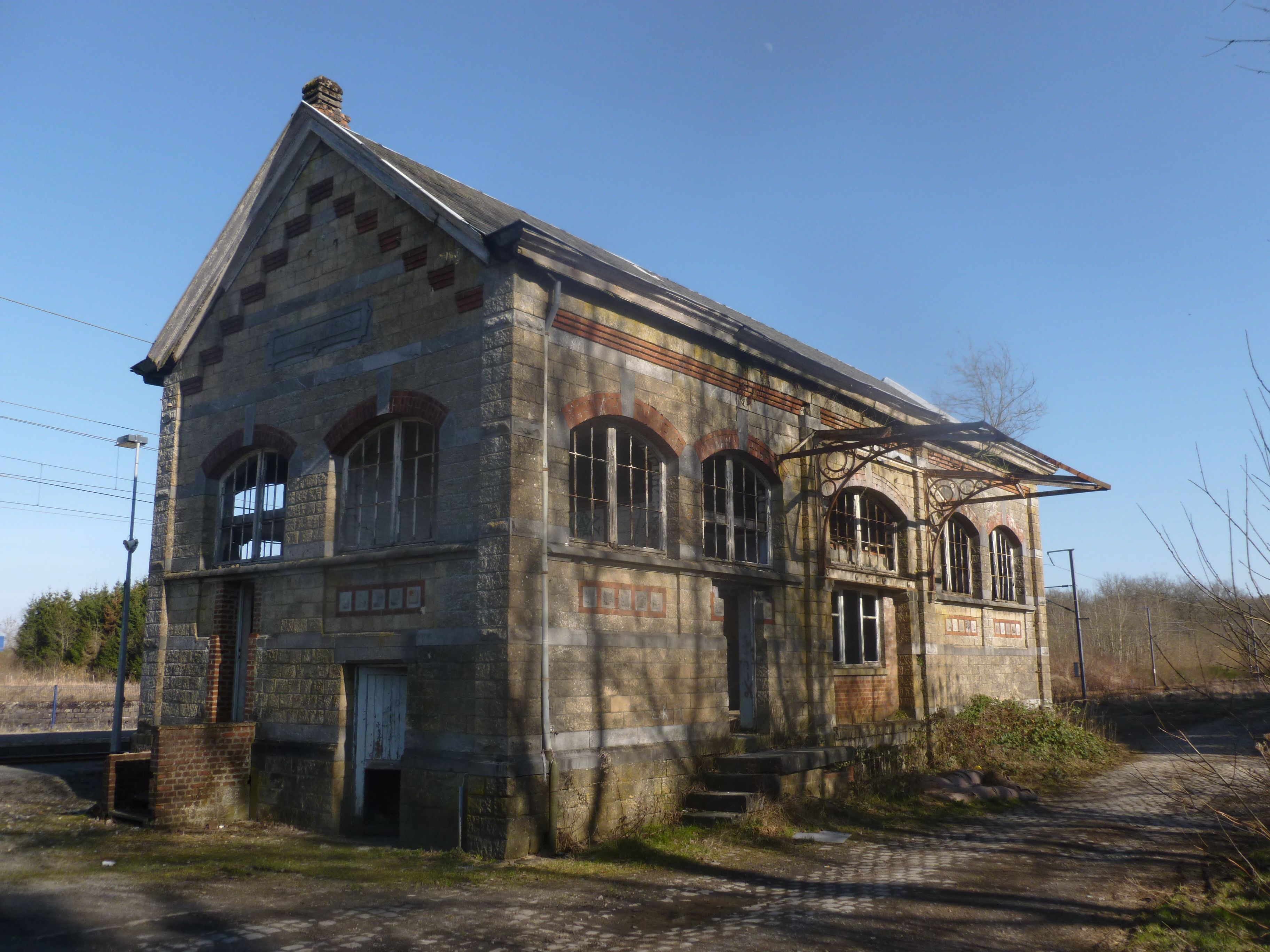
Goederenloods

## Treindienst
| Serie              | Treinsoort          | Route | Bijzonderheden                                                           |
| ------------------ | ------------------- | --- | ------------------------------------------------------------------------ |
| L 6050             | L-trein (NMBS)      | Namen – Dinant – Graide – Bertrix – Libramont                                                                |                                                                          |
| P 7620/8620RE 8600 | Piekuurtrein (NMBS) | [ Luxemburg – Virton ] / [ [ Aarlen – Virton – ] / [ Dinant – Graide – ] Libramont – [ Ciney ] ]             | Een rechtstreekse trein Aarlen - Libramont. Een trein Libramont - Ciney. |
| P 7660/8660        | Piekuurtrein (NMBS) | Bertrix – Graide – Dinant – Namen                                                                            | Rijdt alleen op werkdagen.                                               |
| P 7680/8680RE 8650 | Piekuurtrein (NMBS) | [ Bertrix – Graide – Dinant ] / [ Libramont – [ Virton – ] / [ Marbehan – ] Aarlen ] / [ Athus – Luxemburg ] | Een trein Aarlen - Virton - Libramont. Een trein Athus - Luxemburg.      |

## Galerij

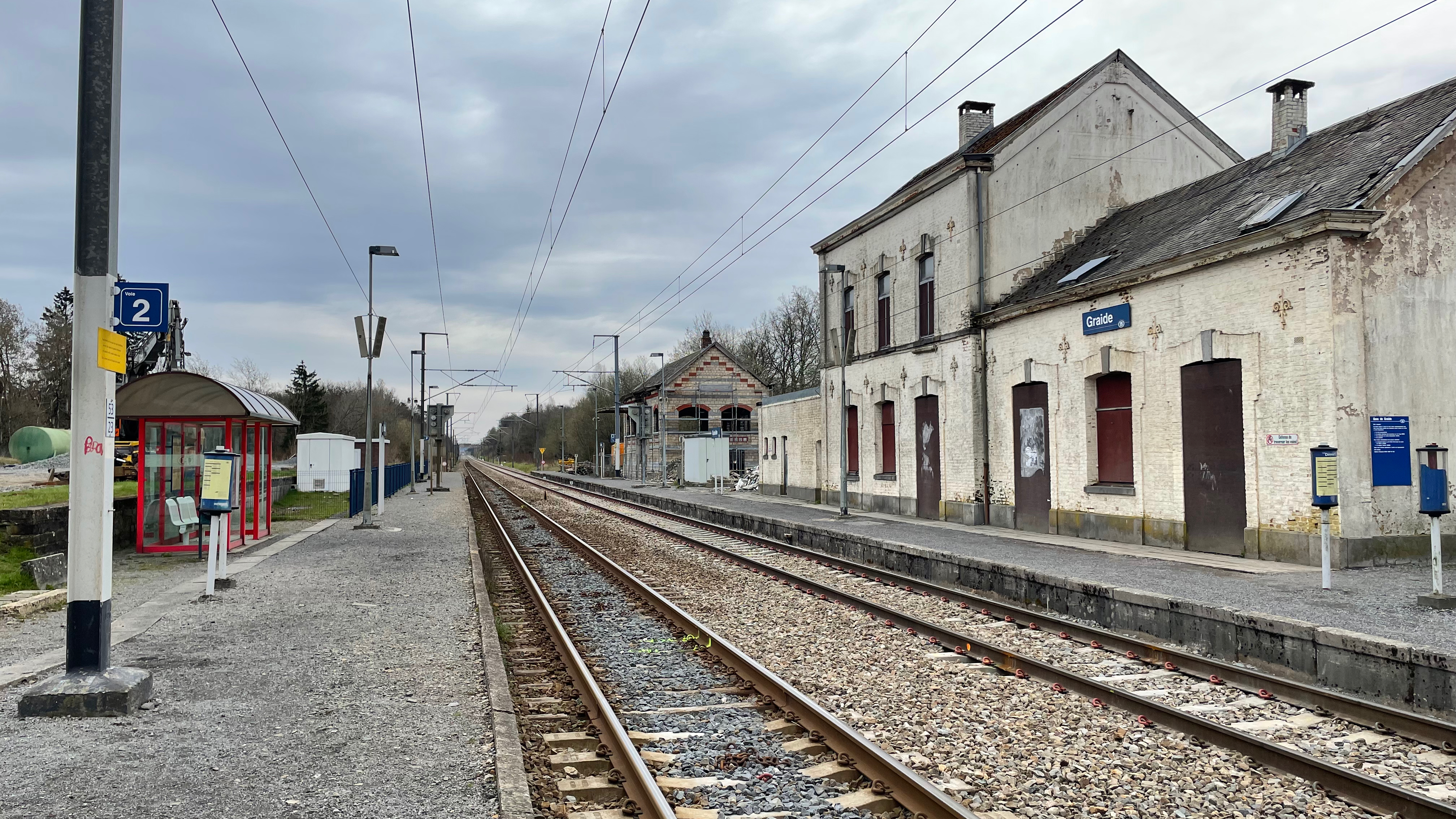
Zicht op het perron
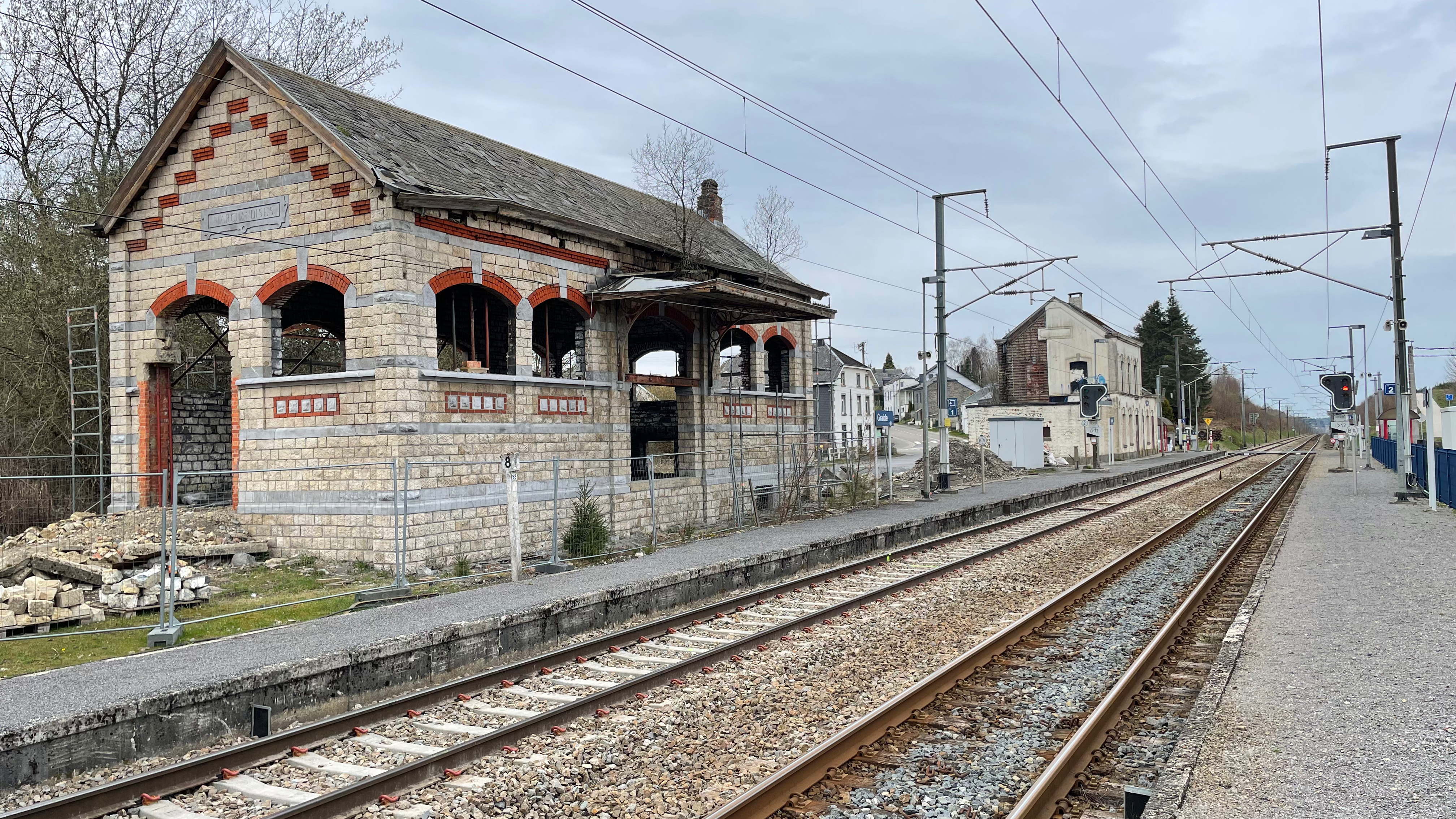
Bijgebouw station Graide
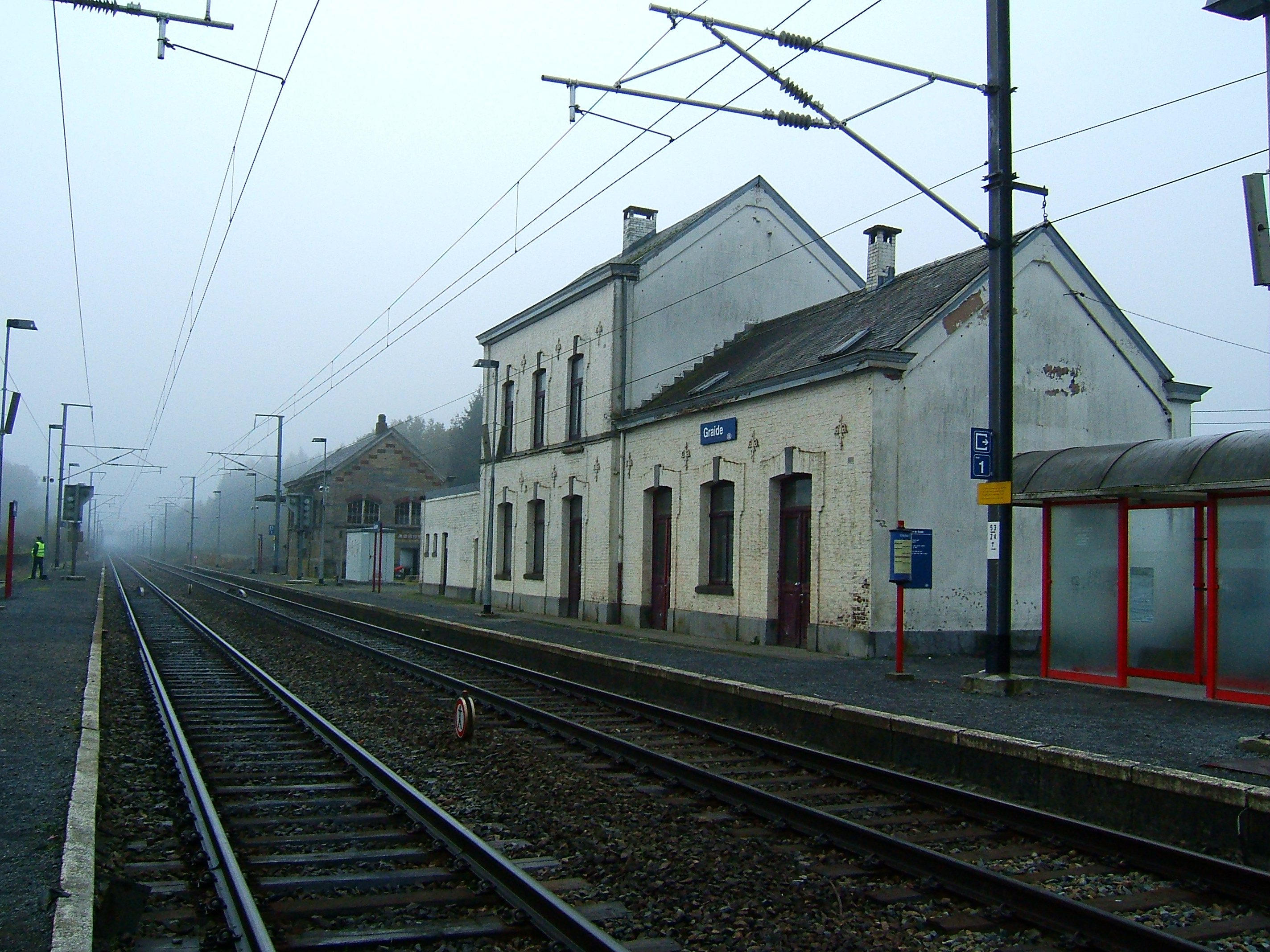
Het station (2006)

## Reizigerstellingen
De grafiek en tabel geven het gemiddeld aantal instappende reizigers weer op een week-, zater- en zondag.
| Tabel: aantal instappende reizigers station Graide | Tabel: aantal instappende reizigers station Graide | Tabel: aantal instappende reizigers station Graide | Tabel: aantal instappende reizigers station Graide |
|                                                    | Weekdag                                            | Zaterdag                                           | Zondag                                             |
| -------------------------------------------------- | -------------------------------------------------- | -------------------------------------------------- | -------------------------------------------------- |
| 1977                                               | 98                                                 | 42                                                 | 52                                                 |
| 1978                                               | 110                                                | 34                                                 | 66                                                 |
| 1979                                               | 108                                                | 32                                                 | 41                                                 |
| 1980                                               | 93                                                 | 22                                                 | 53                                                 |
| 1981                                               | 89                                                 | 16                                                 | 74                                                 |
| 1982                                               | 113                                                | 23                                                 | 57                                                 |
| 1983                                               | 91                                                 | 26                                                 | 56                                                 |
| 1984                                               | 95                                                 | 26                                                 | 67                                                 |
| 1985                                               | 107                                                | 31                                                 | 72                                                 |
| 1986                                               | 111                                                | 31                                                 | 61                                                 |
| 1987                                               | 104                                                | 37                                                 | 50                                                 |
| 1988                                               | 101                                                | 36                                                 | 68                                                 |
| 1989                                               | 101                                                | 40                                                 | 70                                                 |
| 1990                                               | 84                                                 | 23                                                 | 12                                                 |
| 1991                                               | 65                                                 | 28                                                 | 56                                                 |
| 1992                                               | 77                                                 | 28                                                 | 75                                                 |
| 1993                                               | 82                                                 | 39                                                 | 55                                                 |
| 1994                                               | 63                                                 | 25                                                 | 56                                                 |
| 1995                                               | 75                                                 | 29                                                 | 37                                                 |
| 1996                                               | 66                                                 | 20                                                 | 74                                                 |
| 1997                                               | 67                                                 | 29                                                 | 60                                                 |
| 1998                                               | 77                                                 | 30                                                 | 62                                                 |
| 1999                                               | 67                                                 | 34                                                 | 54                                                 |
| 2000                                               | 60                                                 | 32                                                 | 40                                                 |
| 2001                                               | 59                                                 | 21                                                 | 106                                                |
| 2002                                               | 71                                                 | 34                                                 | 108                                                |
| 2003                                               | 89                                                 | 30                                                 | 58                                                 |
| 2004                                               | 88                                                 | 36                                                 | 70                                                 |
| 2005                                               | 86                                                 | 33                                                 | 106                                                |
| 2006                                               | 106                                                | 42                                                 | 98                                                 |
| 2007                                               | 105                                                | 44                                                 | 87                                                 |
| 2008                                               | -                                                  | -                                                  | -                                                  |
| 2009                                               | 144                                                | 46                                                 | 100                                                |
| 2010                                               | -                                                  | -                                                  | -                                                  |
| 2011                                               | -                                                  | -                                                  | -                                                  |
| 2012                                               | 92                                                 | 47                                                 | 97                                                 |
| 2013                                               | 103                                                | 38                                                 | 111                                                |
| 2014                                               | 84                                                 | 41                                                 | 94                                                 |
| 2015                                               | 84                                                 | 30                                                 | 51                                                 |
| 2016                                               | 68                                                 | 30                                                 | 50                                                 |
| 2017                                               | 73                                                 | 53                                                 | 100                                                |
| 2018                                               | 65                                                 | 32                                                 | 79                                                 |
| 2019                                               | 73                                                 | 56                                                 | 80                                                 |
| 2020                                               | 49                                                 | 28                                                 | 72                                                 |
| 2021                                               | -                                                  | -                                                  | -                                                  |
| 2022                                               | 105                                                | 43                                                 | 50                                                 |
| 2023                                               | 82                                                 | 33                                                 | 51                                                 |
| 2024                                               | 98                                                 | 44                                                 | 71                                                 |

2,2: Anseremme ·
4,7: Walzin ·
7,2: Gendron-Celles ·
10,4: Château d'Ardenne ·
12,2: Houyet ·
17,5: Wiesme ·
22,2: Beauraing ·
25,0: Martouzin ·
27,2: Pondrôme ·
31,3: Thanville ·
35,3: Vonêche ·
37,0: Gedinne ·
45,4: Louette-Saint-Denis ·
49,3: Bièvre ·
51,6: Graide ·
55,2: Carlsbourg ·
56,3: Merny ·
58,2: Paliseul ·
60,3: Nollevaux ·
61,5: Offagne ·
65,2: Glaumont ·
68,3: Burhaimont ·
70,2: Bertrix